# Tomosvaryella aliena
Tomosvaryella aliena är en tvåvingeart som beskrevs av Hardy 1947. Tomosvaryella aliena ingår i släktet Tomosvaryella och familjen ögonflugor. Inga underarter finns listade i Catalogue of Life.